# 华福证券
华福证券是一家成立于1988年8月的证券公司，现为福建省省属国有全资企业，注册地址位于福建省福州市鼓楼区，行政总部设于福州市台江区江滨中大道，业务总部设在上海市浦东新区陆家嘴环路。
公司成立时名为福建省华福证券公司，是中华人民共和国设立的首批证券公司之一。2003年4月，广发证券控股华福证券，公司改名为广发华福证券有限责任公司。2010年12月，广发证券将全部股权售予福建省能源集团有限责任公司、福建省交通运输集团有限责任公司、联华国际信托有限公司。2011年8月，公司改名为华福证券有限责任公司。
兴业银行与华福证券之间具有较为亲密的关系，兴业银行下属的兴业国际信托（原名联华国际信托）持有该证券公司4.35%股份。2015年3月，《第一财经日报》引述兴业银行人士的话报导称，2010年，广发证券将所持全部华福证券股权售予兴业银行，其中56%由福建能源集团、福建交运集团分别代持。兴业银行则发布公告，回应其“目前没有直接收购或控股华福证券”。
2021年7月24日，中国证券监督管理委员会发布《2021年证券公司分类结果》，其中华福证券被评为BB级，与2020年的BB级持平。